# Tomorrow Can Wait
Tomorrow Can Wait je čtvrtý singl z alba Pop Life francouzského DJe Davida Guetty. Píseň nazpíval americký zpěvák Chris Willis a oficiálně byla vydána v remixu německého DJ Tocadisco.